# Paulinho Da Costa
Paulinho Da Costa (ur. 31 maja 1948 w Rio de Janeiro) – brazylijski perkusista. Da Costa współpracował z takimi wykonawcami jak Michael Jackson, Quincy Jones, Lionel Richie, The Rolling Stones, The Commodores, The Pointer Sisters, Herbie Hancock, Ella Fitzgerald, Chuck Mangione, Barbra Streisand, Rod Stewart, Aretha Franklin, Barry White, The Carpenters, Dizzy Gillespie, Julio Iglesias, Diana Ross, Prince, Liza Minnelli, Curtis Mayfield, Janet Jackson, Paul Anka, Madonna, Miles Davis, Tracy Chapman, Paula Abdul, Whitney Houston, Diana Krall Toto, Natalie Cole, Phil Collins, John Patitucci, Patti LaBelle, Cher, Ricky Martin, Bobby McFerrin, Enrique Iglesias, Joe Satriani czy Bob Dylan.

## Dyskografia
Albumy solowe
- Agora (Pablo Records Original Jazz, 1976)
- Happy People (Pablo, 1979)
- Tudo Bem! (Pablo, 1982)
- You've Got a Special Kind of Love (Pablo, 1984)
- Sunrise (Pablo, 1984)
- Breakdown (A & M, 1987)
- Real Love (A & M, 1991)

## Filmografia
- Kolor purpury (jako muzyk, 1985, reżyseria: Steven Spielberg)[2]